# Vụ ám sát Andrew Jackson

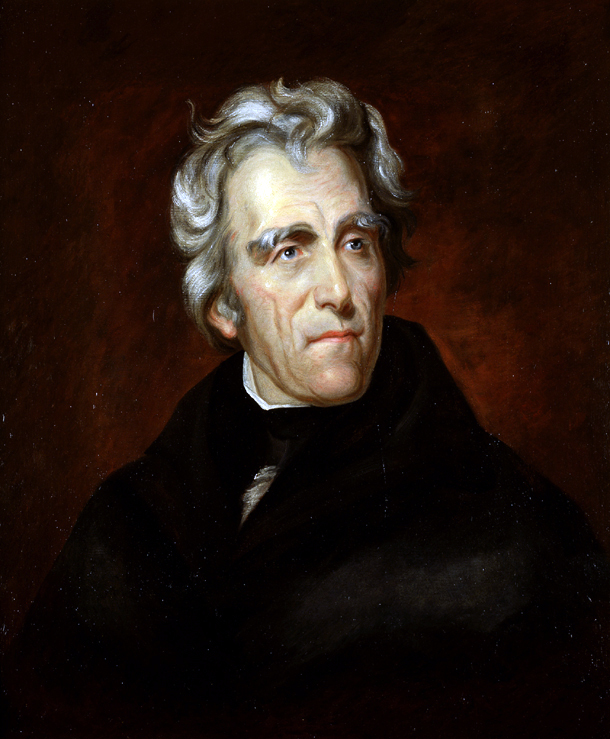
Andrew Jackson năm 1824, vẽ bởi Thomas Sully

Vụ ám sát hụt Tổng thống Andrew Jackson được cho là nỗ lực đầu tiên nhằm giết một Tổng thống Hoa Kỳ đang tại vị đến từ ngoài nước Mỹ và cũng là vụ ám sát đầu tiên trong lịch sử Tổng thống Hoa Kỳ. Vị Tổng thống đó chính là Andrew Jackson, vị Tổng thống thứ 7 (1829-1837) của Hoa Kỳ. Rất may mắn là vị nguyên thủ quốc gia Hoa Kỳ này đã thoát chết một cách ngoạn mục trong vụ ám sát diễn ra vào ngày thứ 6 u ám tháng 1 năm 1835.

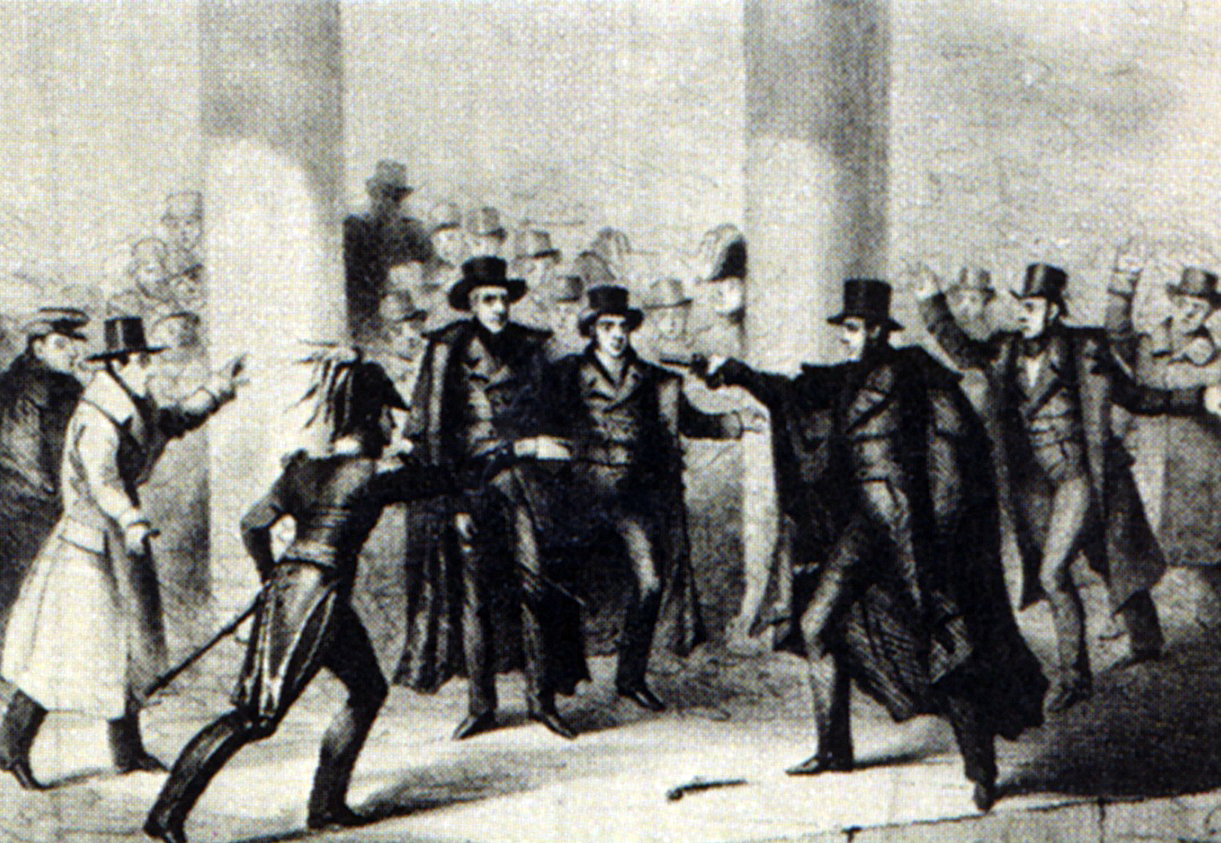
Một tác phẩm mô tả cảnh ám sát hụt của Lawrence và Tổng thống Andrew Jackson vẫn bình an trong vụ ám sát năm 1835

## Kẻ ám sát
Kẻ thực hiện vụ ám sát là một người Anh, tên là Richard Lawrence, một thợ sơn nhưng luôn tin rằng mình là một người thừa kế ngai vàng của nước Anh. Theo tư liệu thì Lawrence là một kẻ bị bệnh hoang tưởng.

## Nguyên nhân của vụ ám sát
Với điều hoang tưởng rằng, mình là người kế thừa ngôi vị hoàng gia của vương quốc Anh, nên lúc nào Lawrence cũng tìm cách đòi lại quyền lợi của mình và ngài Tổng thống đáng kính Jackson đã cố khuyên và ngăn cản điều này. Vì vậy, anh ta quyết định ám sát Tổng thống.

## Diễn biến vụ ám sát
Ngày 30.1.1835, Tổng thống Andrew Jackson đến Điện Capitol Hoa Kỳ để viếng lễ tang của đại biểu Nam California Warren R. Davis. Lawrence nấp sau cột, chờ Jackson bước ra từ cổng phía Đông. Tổng thống chỉ đứng cách tên sát nhân hơn 2 m và Lawrence đã lôi khẩu súng được cất trong người ra hướng thẳng Tổng thống mà bắn. Theo phân tích của các chuyên gia, vị trí của tên sát nhân và Tổng thống quá gần nhau, gần đến mức khó mà bắn trượt được, nhưng một điều may mắn là khẩu súng được bóp cò nhưng nó không nổ. Trước sự hãi hùng của mọi người xung quanh, Lawrence đã rút ra khẩu súng thứ hai. Truyền thuyết nói răng Tổng thống Jackson đã quay cây ba toong của mình về phía tên sát nhân và nhào tới tấn công hắn, dù vậy tên sát nhân vẫn hướng khẩu súng về phía Jackson mà bóp cò, nhưng một điều kỳ diệu lại diễn ra, khẩu súng tiếp tục không nổ. Một sĩ quan Hải quân đứng gần đó đã hạ gục Lawrence và vụ ám sát đầu tiên trong lịch sử Tổng thống Mỹ kết thúc.

## Nhận xét
Theo những tài liệu phân tích sau vụ ám sát hụt này thì hai khẩu súng không có trục trặc gì. Chúng vẫn lên đạn bình thường, chỉ có điều là chúng không khai hỏa được. Sau này người ta ước tính tỉ lệ súng tịt ngòi là 1/125.000. Các sử gia cho rằng thời tiết ẩm ướt là nguyên nhân khiến súng không nổ.
Một người bạn của Tổng thống Andrew Jackson đã viết: "Nếu tôi là người mê tín thì việc thuyết phục tôi rằng sự sống của Tổng thống đã được bàn tay của thượng đế che chở sẽ là điều hấp dẫn không thể cưỡng nổi".

## Xét xử
Phiên tòa sử tên sát nhân ám sát hụt Tổng thống Andrew Jackson được diễn ra sau đó, hội đồng xét xử chỉ mất năm phút để đưa ra phán quyết cuối cùng là Lawrence vô tội vì hắn ta bị bệnh tâm thần, Lawrence phải sống 26 năm còn lại trong nhà thương điên.